# Васнецов, Аполлинарий Михайлович
Аполлина́рий Миха́йлович Васнецо́в (25 июля [6 августа] 1856, Рябово, Вятская губерния — 23 января 1933[…], Москва) — русский живописец, последователь «национального романтизма», весомая фигура среди московских художников времён контрреформ и Серебряного века, историк и педагог; младший брат и ученик Виктора Васнецова. Академик (с 1900) и действительный член (с 1903) Императорской Академии художеств. Член Товарищества передвижников (с 1899), один из учредителей «Союза русских художников».

## Биография

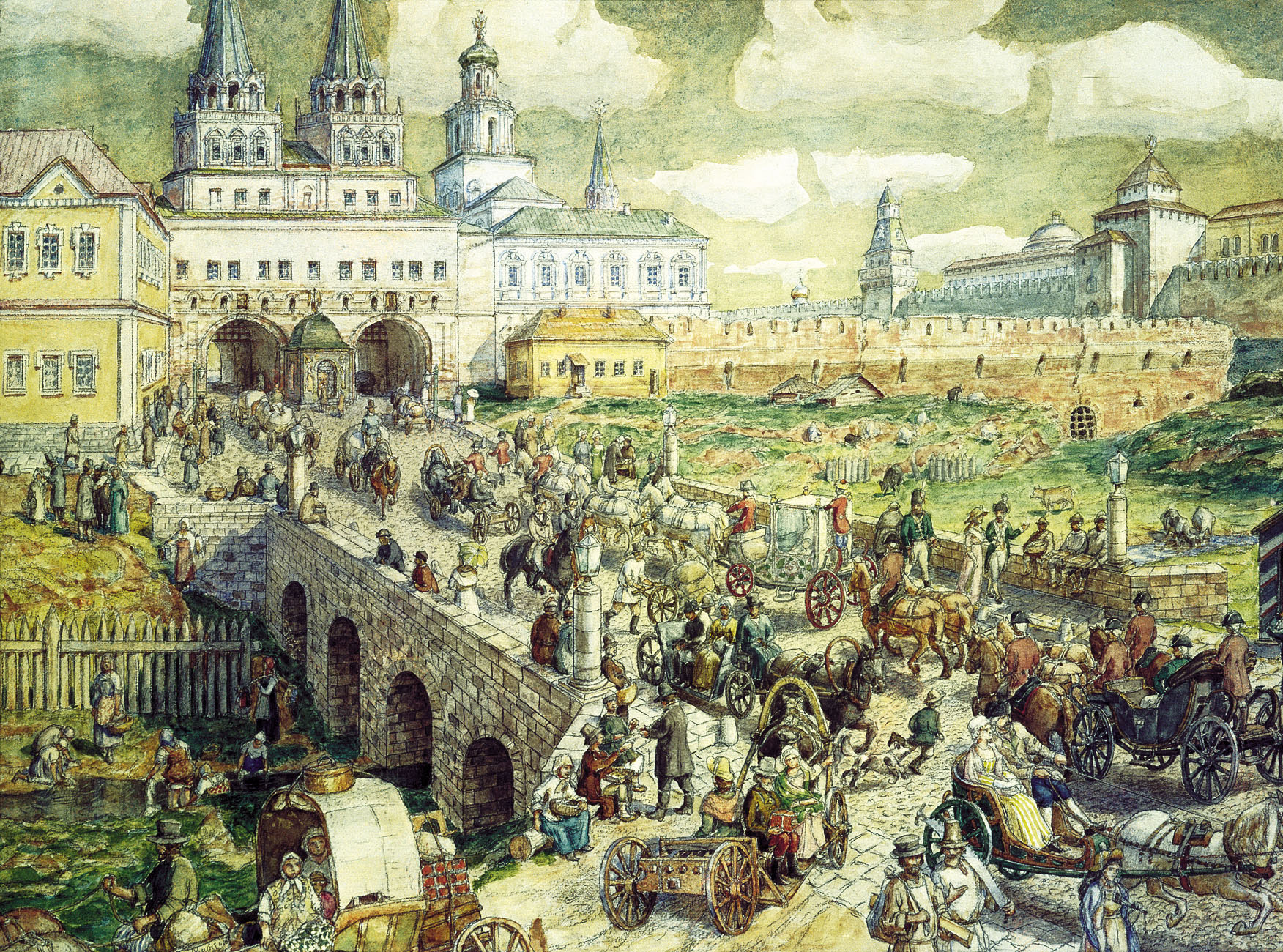
Уличное движение на Воскресенском мосту к Воскресенским воротам в XVIII веке (1926). Музей Москвы

Родился 25 июля (6 августа) 1856 года в селе Рябово под Вяткой (ныне — в Зуевском районе Кировской области), в многодетной семье потомственного православного священника Михаила Васильевича Васнецова (1823—1870), происходившего из известной в вятском крае семьи Васнецовых, и его жены Аполлинарии Ивановны.
В тринадцать лет остался круглым сиротой. Обладая недюжинным талантом, не получил систематического художественного образования. Учась в Вятском духовном училище, начал брать уроки у польского художника Михала Эльвиро Андриолли, сосланного в Вятку:

Васнецов посещал Андриолли каждое воскресенье и приносил ему на отзыв рисунки, выполненные дома, а также рисовал у него с натуры вид из окна или копировал горные и лесные ландшафты швейцарского художника Александра Калама.
В 1872 году окончил Вятское духовное училище и по настоянию старшего брата Виктора переехал в Санкт-Петербург, где жил с 1872 по 1875 год. Учился живописи у своего брата и его товарищей: Василия Поленова, Ильи Репина, Марка Антокольского и Василия Максимова.
В 1875 году отказался от идеи поступить в Академию художеств и сдал экзамен на звание народного учителя, после чего уехал работать в село Быстрица Орловского уезда Вятской губернии. Вскоре, однако, разочаровался в народнических идеях. В 1878 году покинул деревню, уехал в Москву, к брату, и с тех пор уже полностью посвятил себя искусству.
С 1882 года ежегодно проводил лето на даче у брата в селе Ахтырка близ Абрамцева, имения Саввы Мамонтова, много общался с членами абрамцевского кружка.
С 1883 года начал показывать свои произведения на экспозициях Товарищества передвижных художественных выставок.

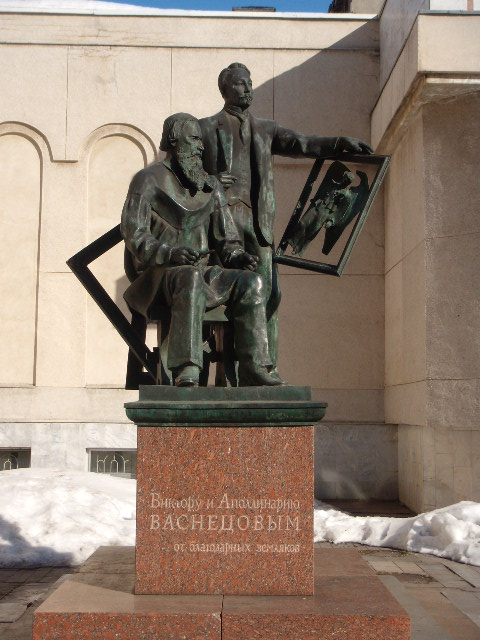
Памятник «Виктору и Аполлинарию Васнецовым от благодарных земляков» перед зданием Вятского художественного музея имени братьев Васнецовых. Скульптор Ю. Г. Орехов, архитектор С. П. Хаджибаронов, 1992

В 1885—1886 годах путешествовал по Российской империи, посещал Украину и Крым.
В 1898 году совершил путешествие по Франции, Италии и Германии.
В 1900 году стал академиком петербургской Академии художеств. В 1903 году участвовал в организации Союза русских художников.
Как театральный художник начал работать в 1885 году в Московской частной русской опере Саввы Ивановича Мамонтова. В начале 1900-х годов создал декорации к операм:
- 1902—1903 — «Град Китеж» Сергея Василенко (неосуществлённая постановка)
- 1908 — «Садко» и «Сказание о невидимом граде Китеже и деве Февронии» Николая Римского-Корсакова для Мариинского театра
- 1911 — «Опричник» Петра Чайковского для частной оперы Зимина
- 1912 — «Царская невеста» Н. Римского-Корсакова для Народного городского театра
- 1914 — финальная сцена к опере «Жизнь за царя» Михаила Глинки для Большого театра (совместно с Константином Коровиным)

В 1901—1918 годах руководил пейзажным классом Московского училища живописи, ваяния и зодчества. Среди его учеников был в будущем один из крупнейших фотографов-пикториалистов Юрий Ерёмин. Именно Васнецов дал начало его карьере, посоветовав отправить один из снимков на Международную выставку в Ницце.
С 1918 году возглавлял Комиссию по изучению старой Москвы и проводил археологические исследования при земляных работах в центральной части города.
В 1931 году стал единственным из художников, публично выступившим против сноса храма Христа Спасителя, написав письмо в газету «Известия».
Умер в Москве 23 января 1933 года в возрасте 76 лет. Похоронен на Введенском кладбище (20 участок). В столице действует мемориальная квартира-музей художника.

## Галерея

### Виды Старой Москвы (в примерном хронологическом порядке)

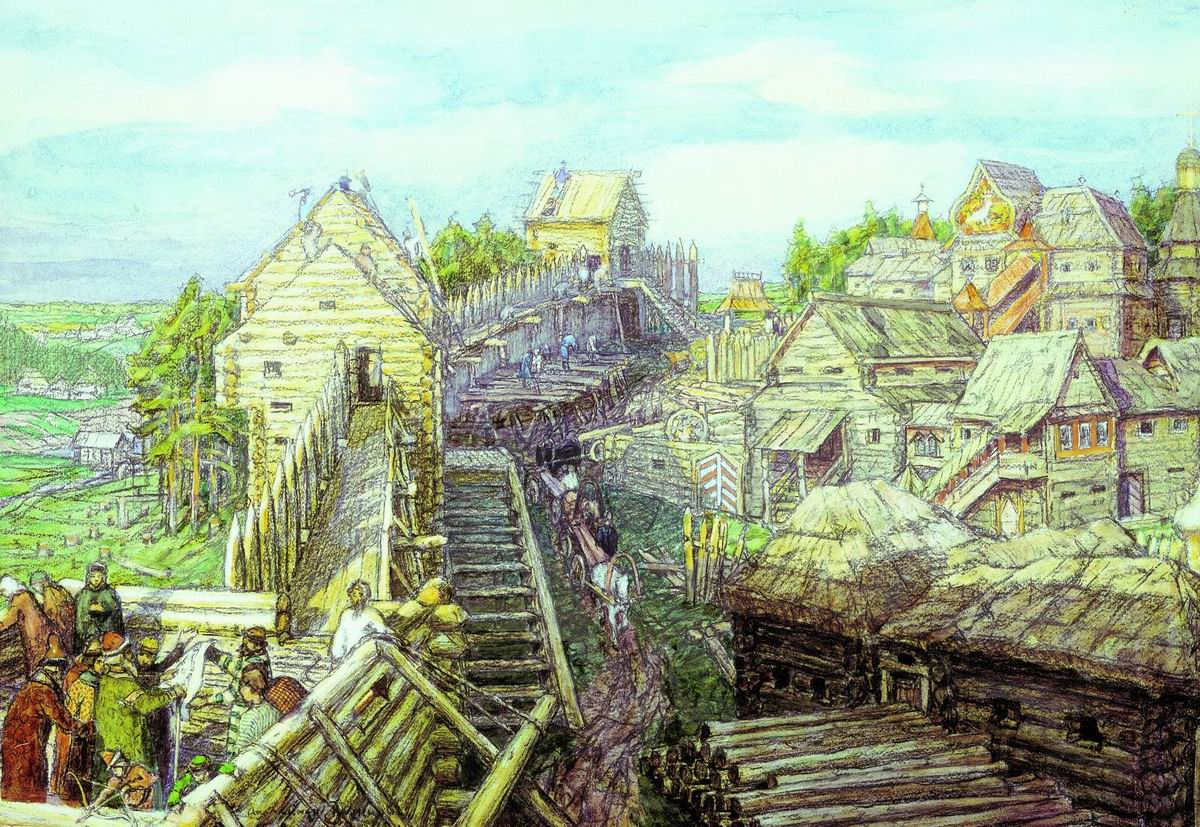
Постройка первых стен Московского Кремля. XII век (1903). Государственный исторический музей, Москва
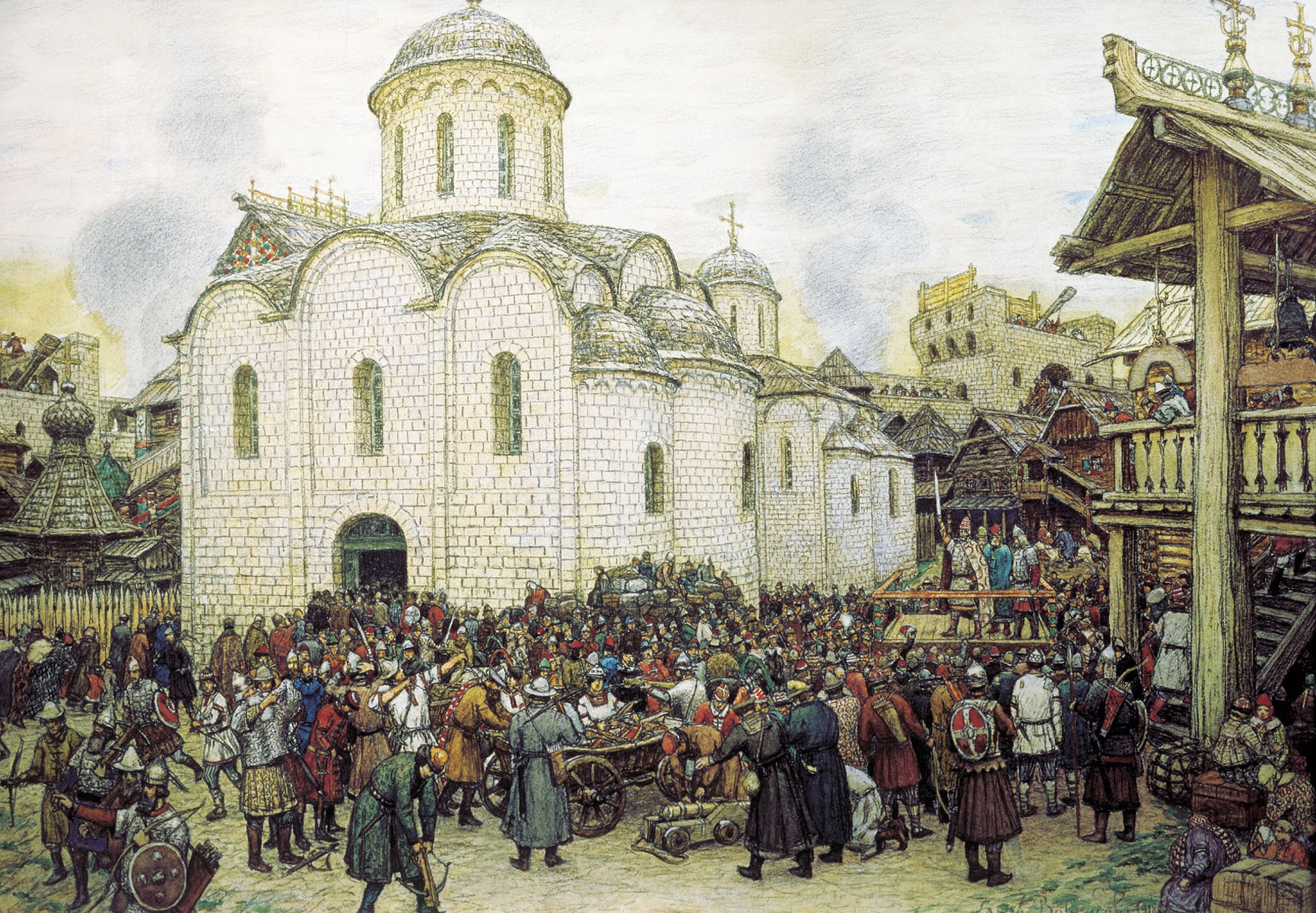
Оборона Москвы от хана Тохтамыша в 1382 году (1918). Костромской музей-заповедник
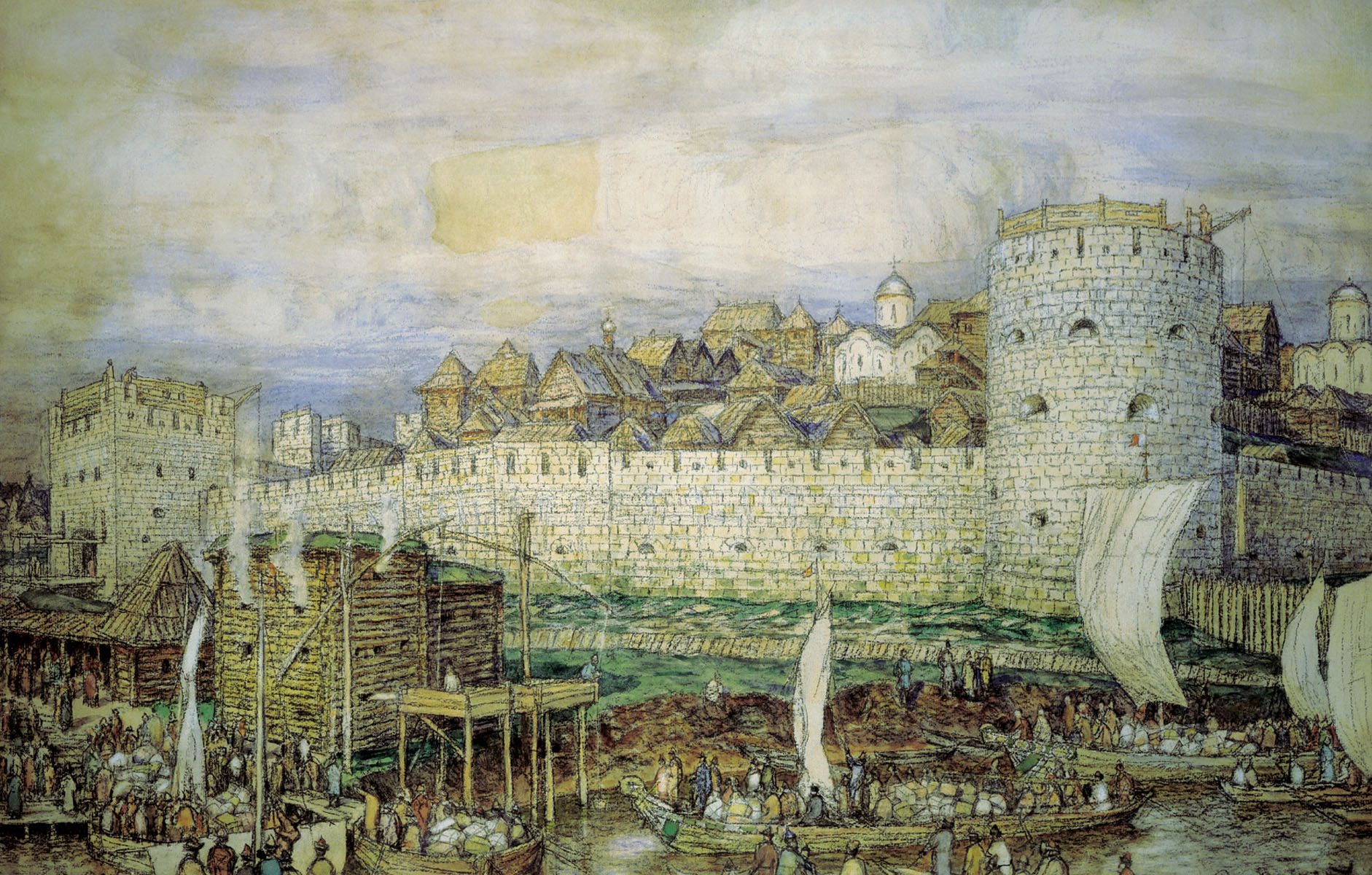
Вероятный вид Белокаменного Кремля Дмитрия Донского. Конец XIV века (1922). Музей Москвы
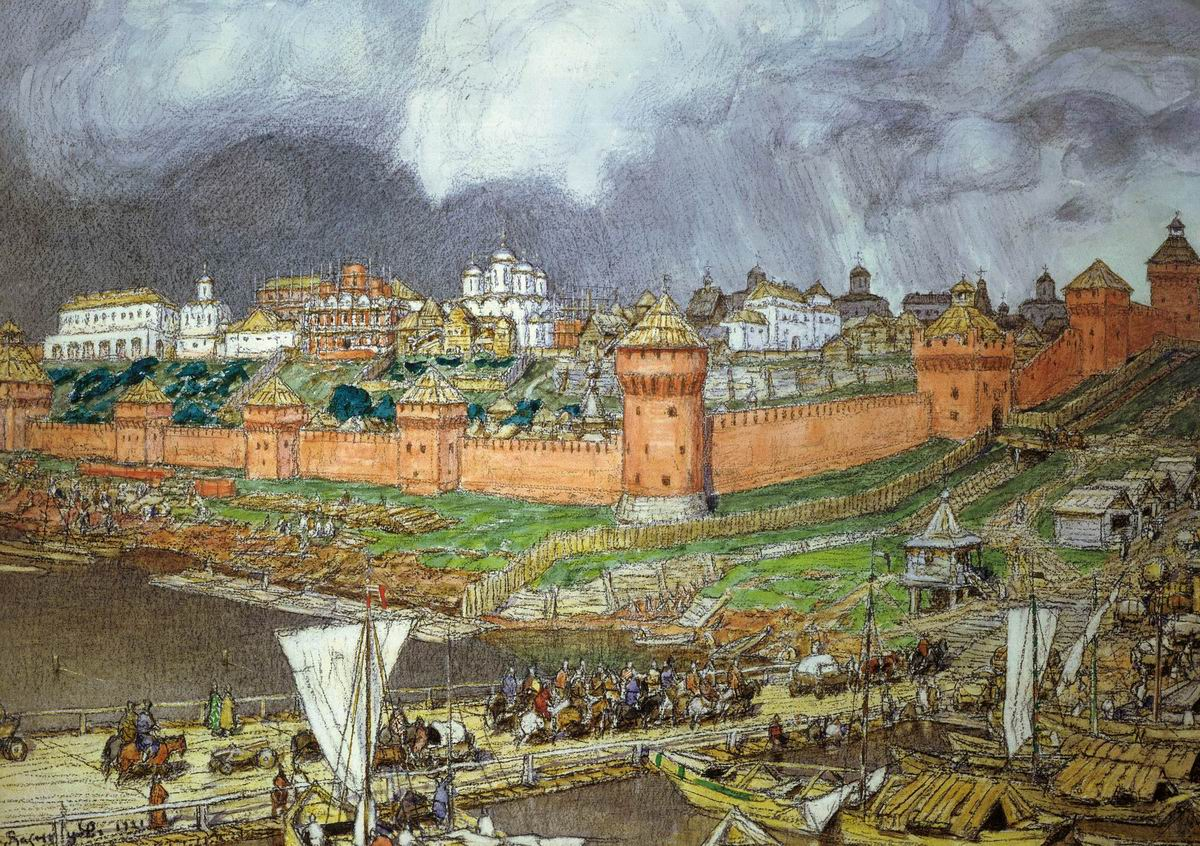
Московский Кремль при Иване III (1921). Музей Москвы
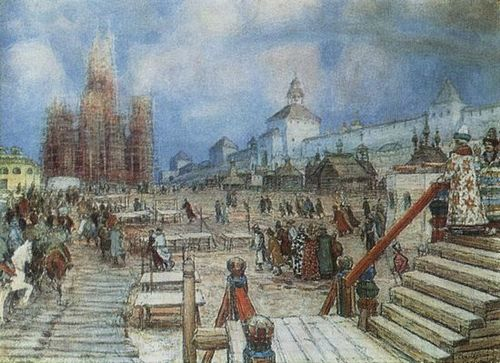
Красная площадь при Иване Грозном
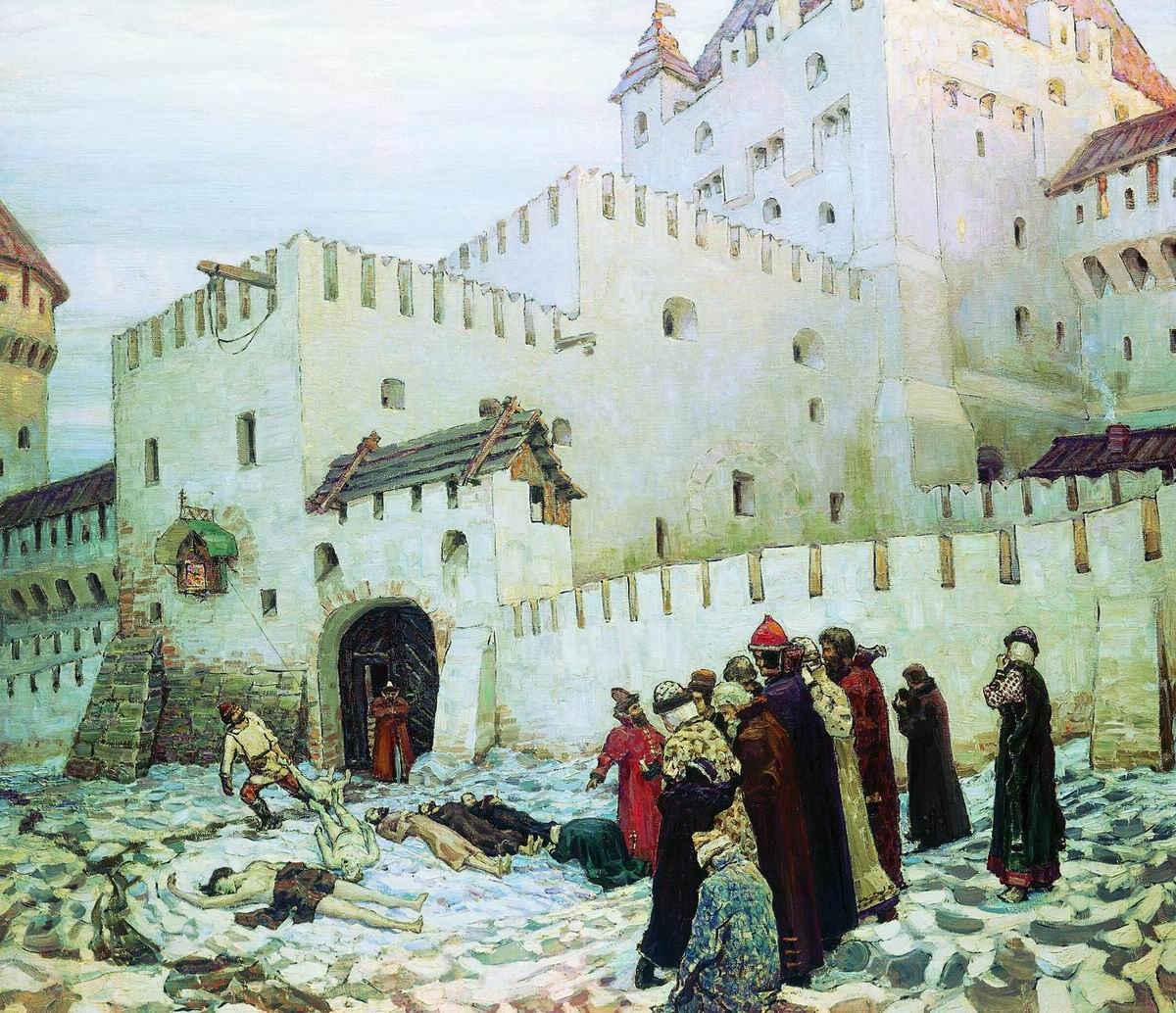
Московский застенок при Иване Грозном (Константино-Еленинские ворота московского застенка) (1912). Музей Москвы
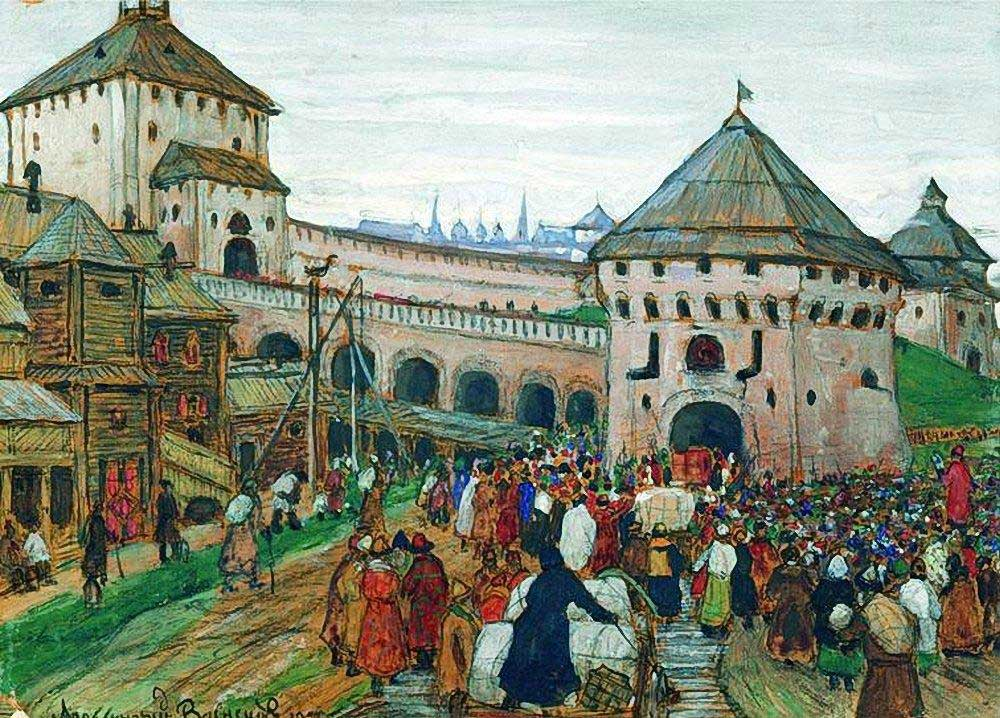
Старая Москва (1896). Львовская галерея искусств
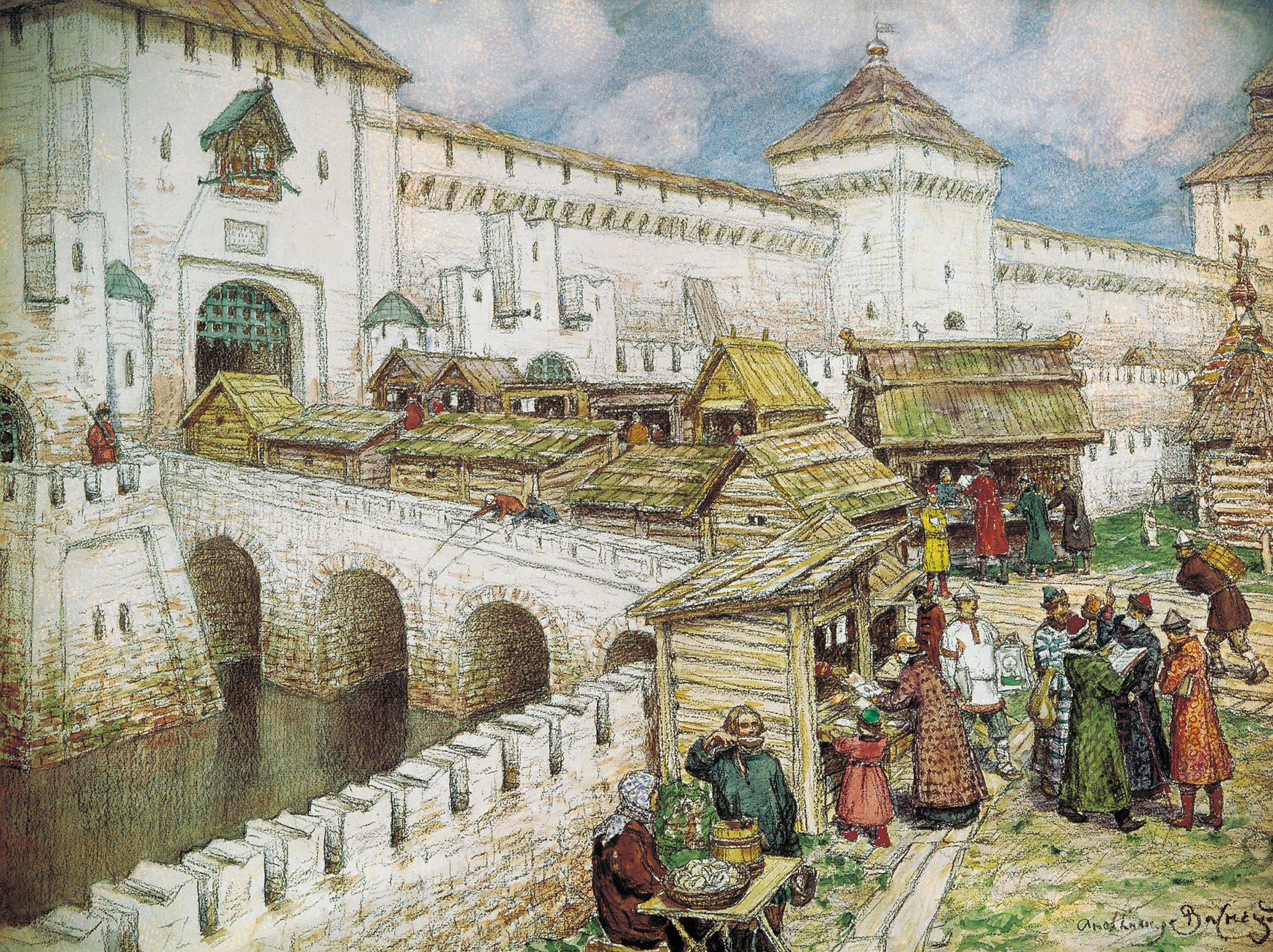
Книжные лавочки на Спасском мосту в XVII веке (1916). Музей Москвы
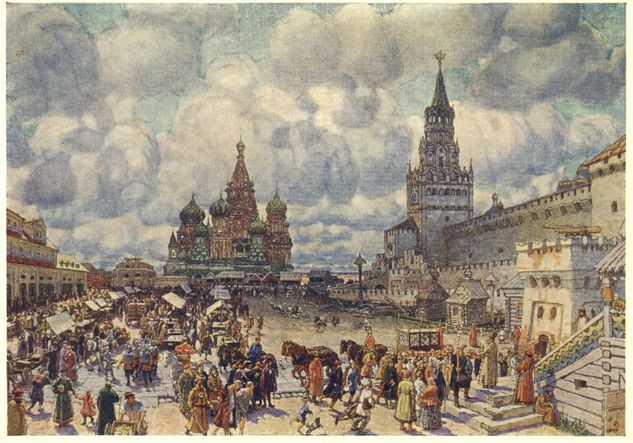
Красная площадь во второй половине XVII века (1925)
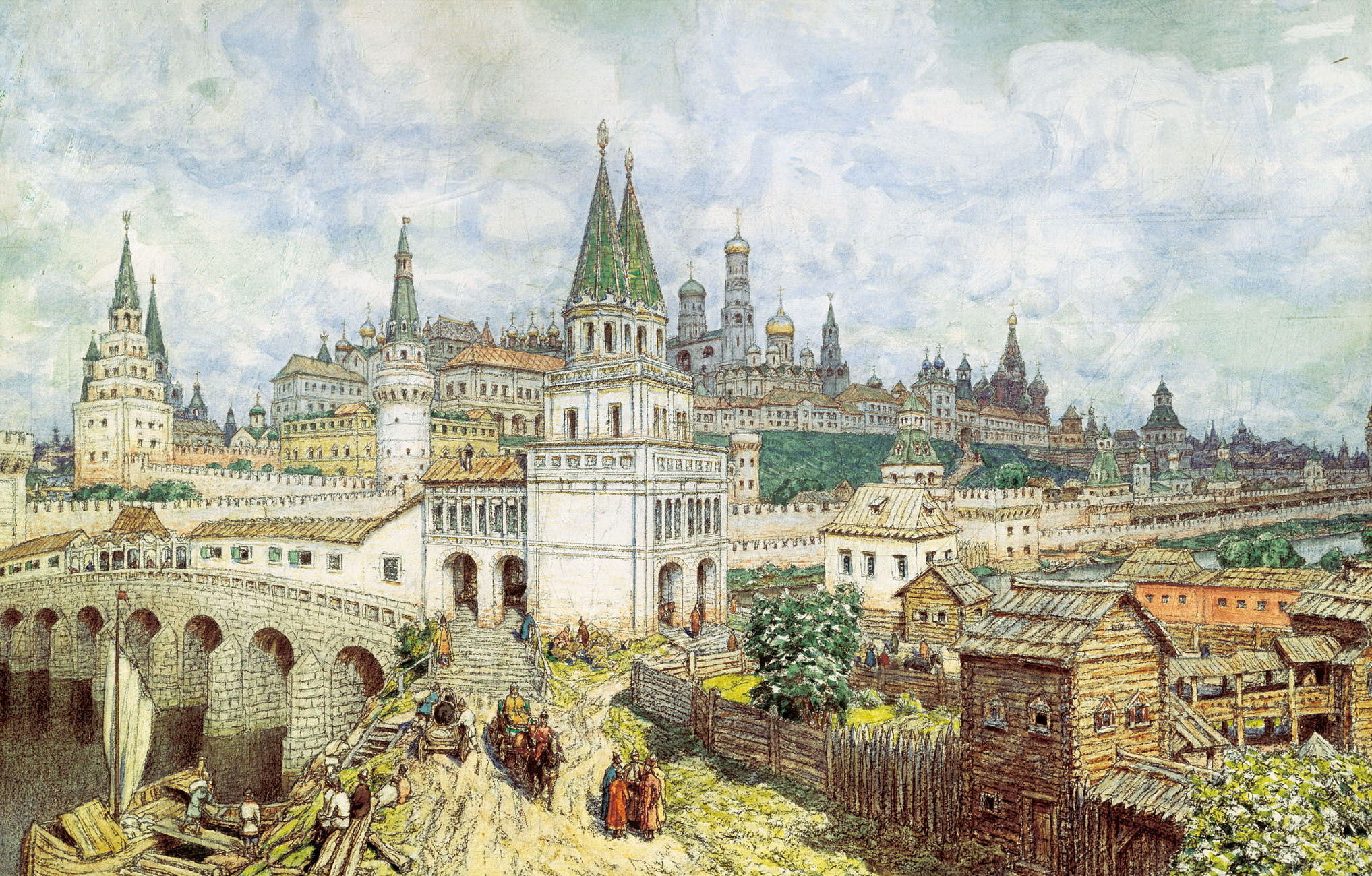
Расцвет Кремля. Всехсвятский каменный мост и Кремль в конце XVII века (1922) Музей Москвы
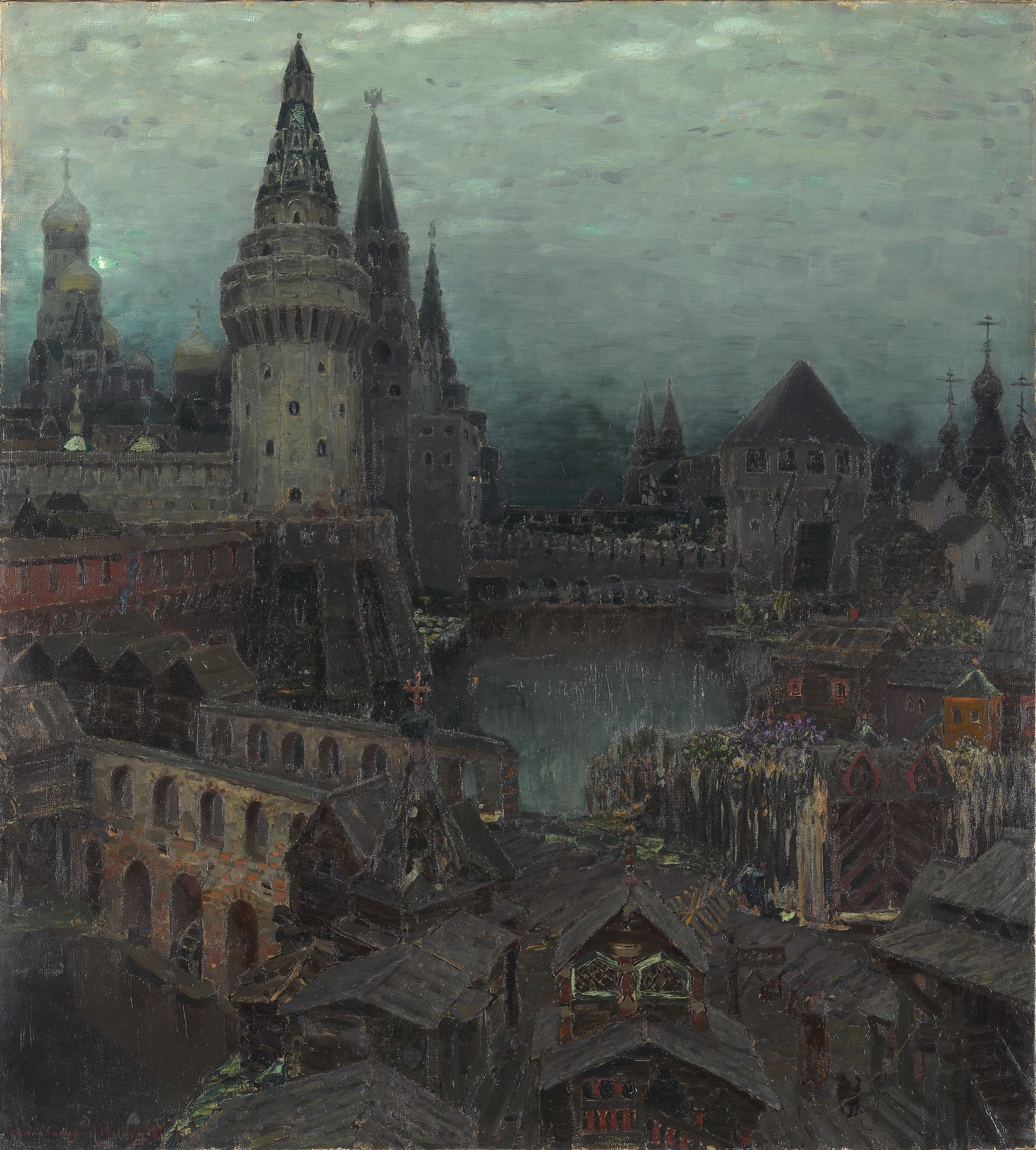
На рассвете у Воскресенского моста. Конец XVII века (1900). Государственная Третьяковская галерея
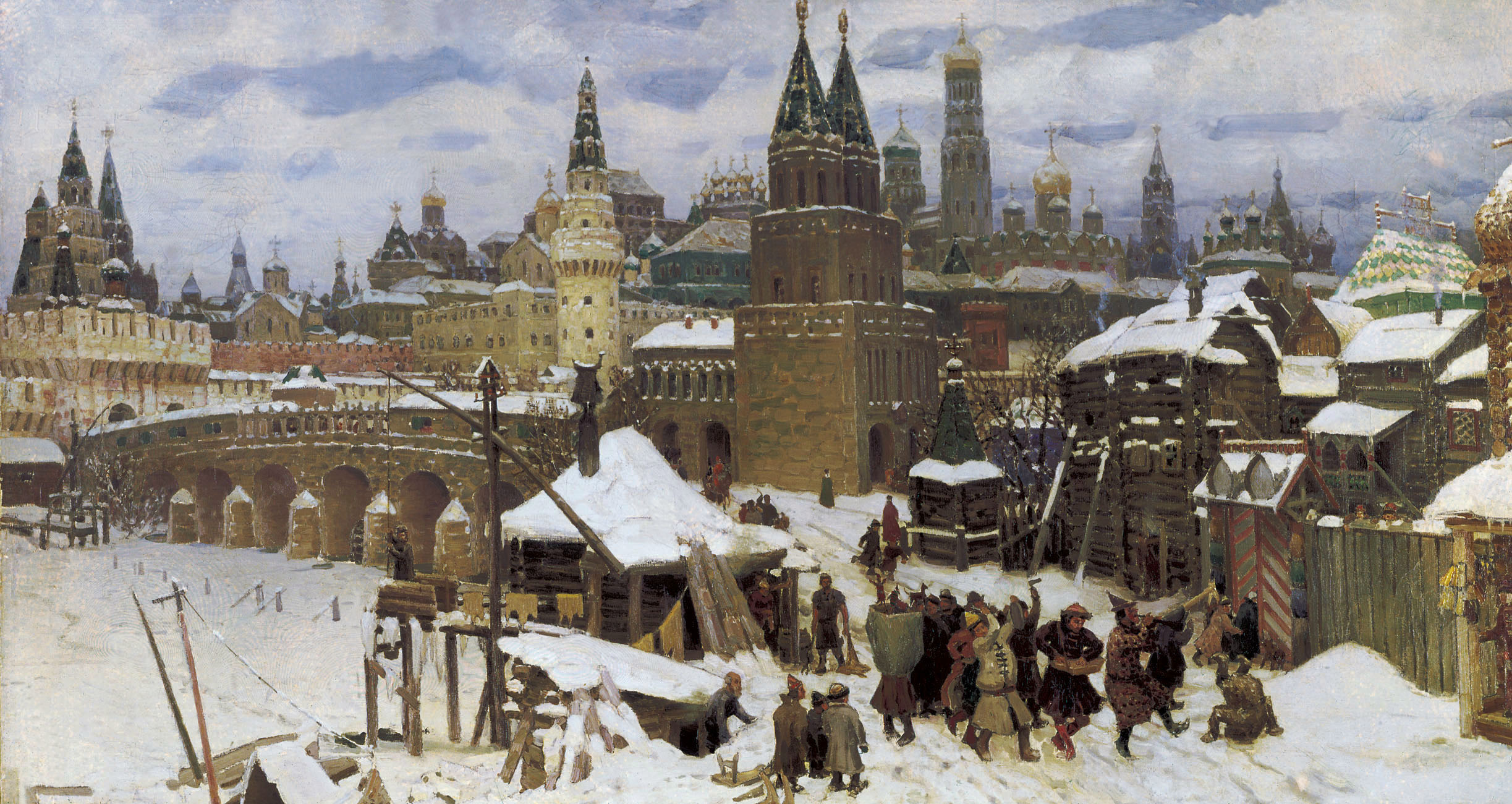
Всехсвятский каменный мост. Москва конца XVII века (1901). Ярославский художественный музей

### Остальное

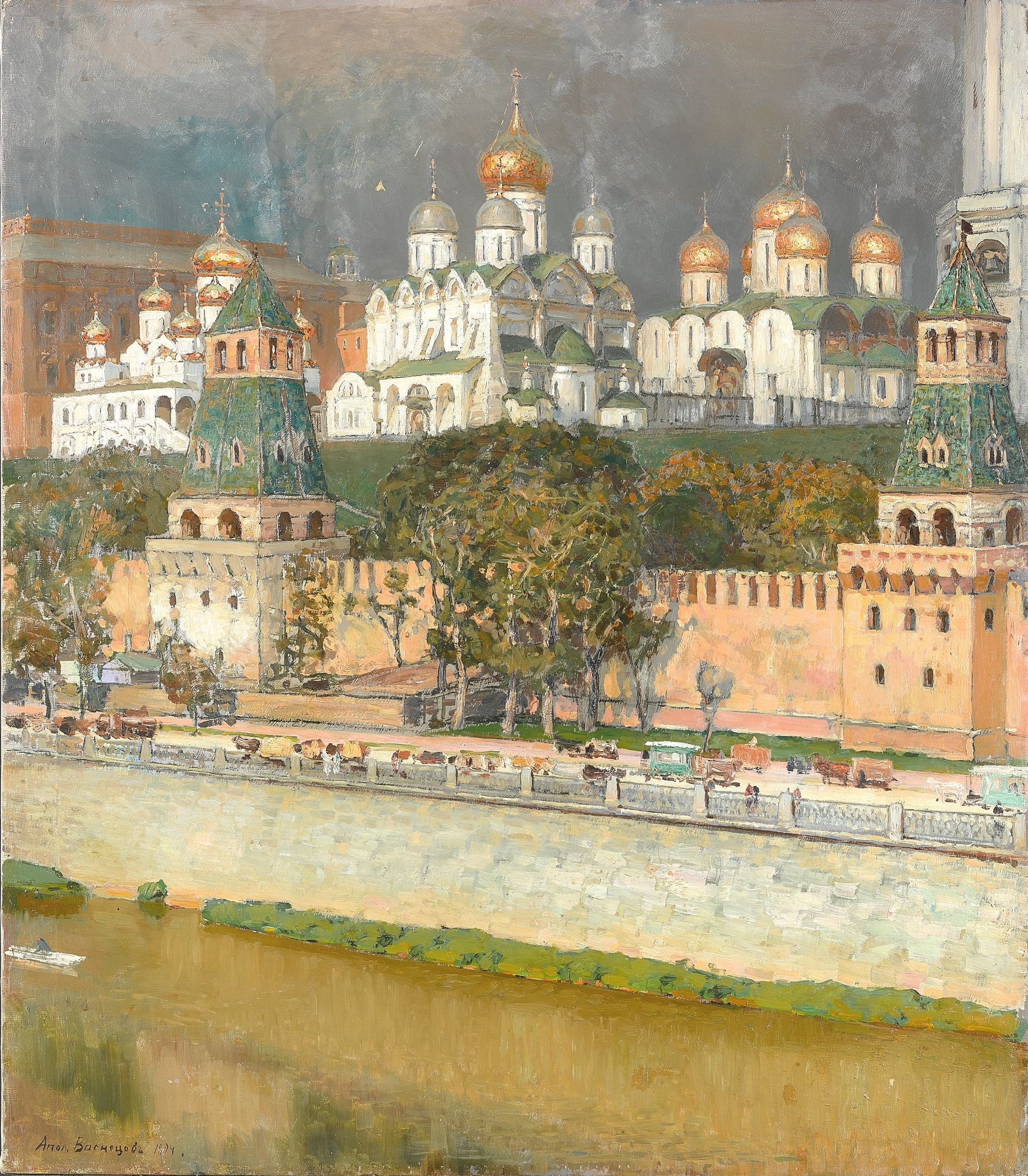
Московский Кремль. Соборы. (1894). Государственная Третьяковская галерея, Москва
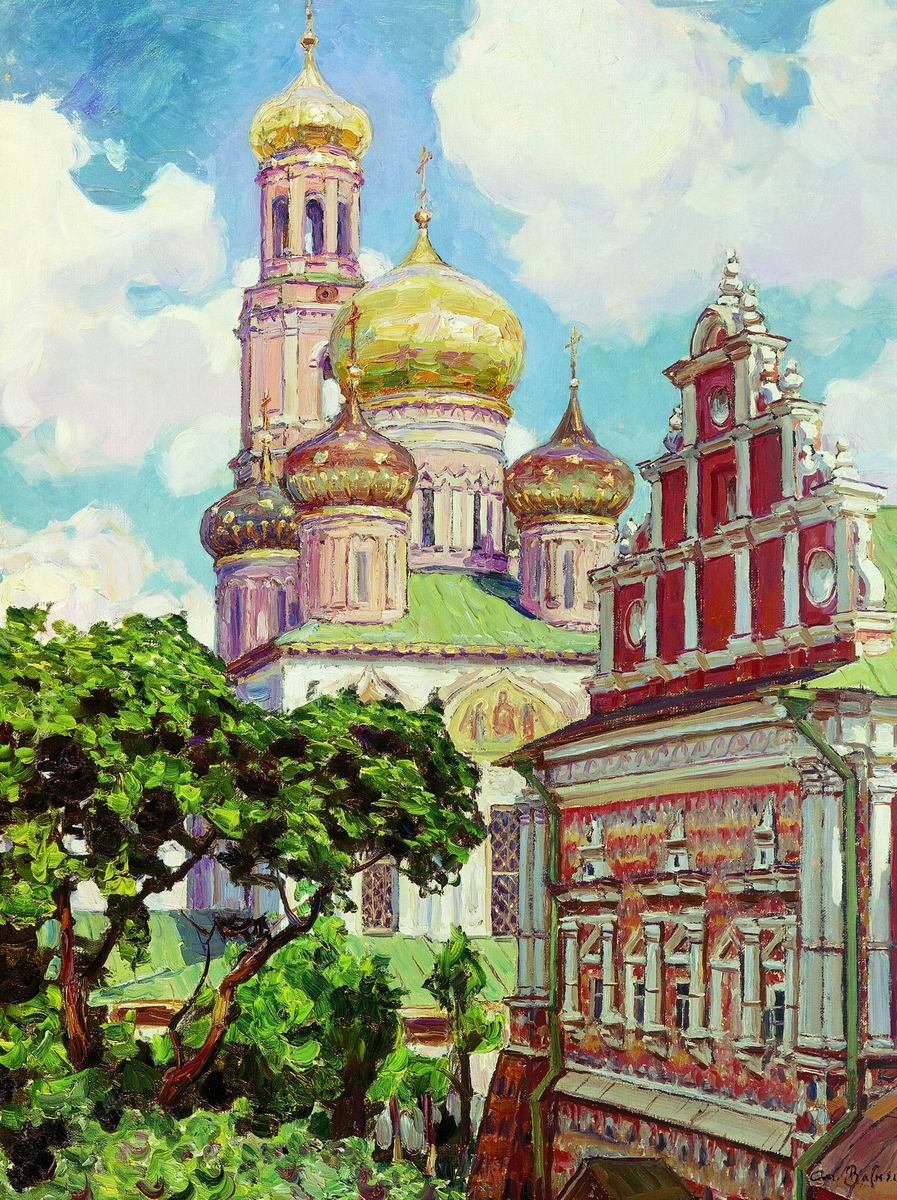
Симонов монастырь. Облака и золотые купола (1927). Государственная Третьяковская галерея
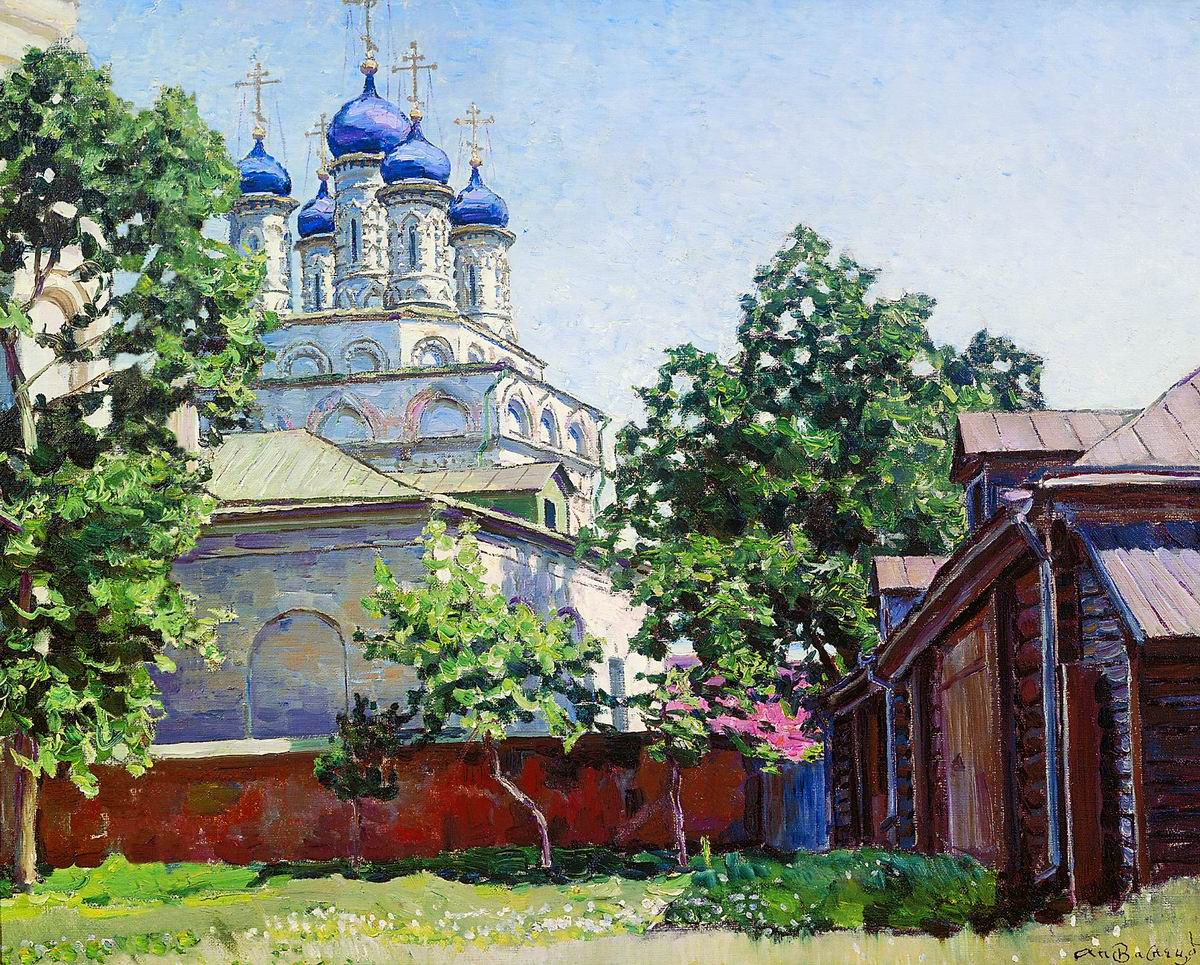
«Троицкая церковь на Берсеневке» (1922). Музей Москвы
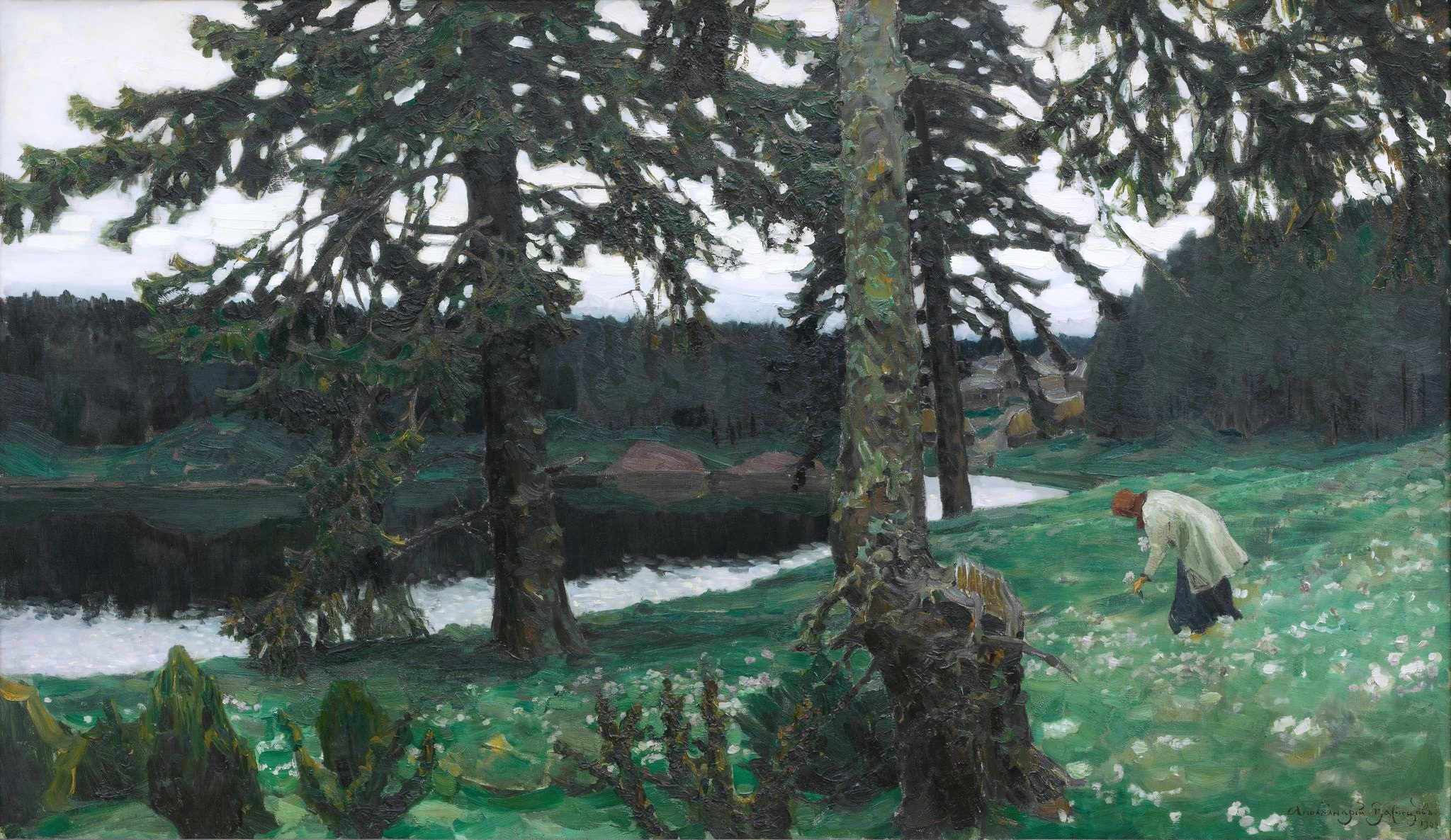
Озеро (1902). Государственная Третьяковская галерея
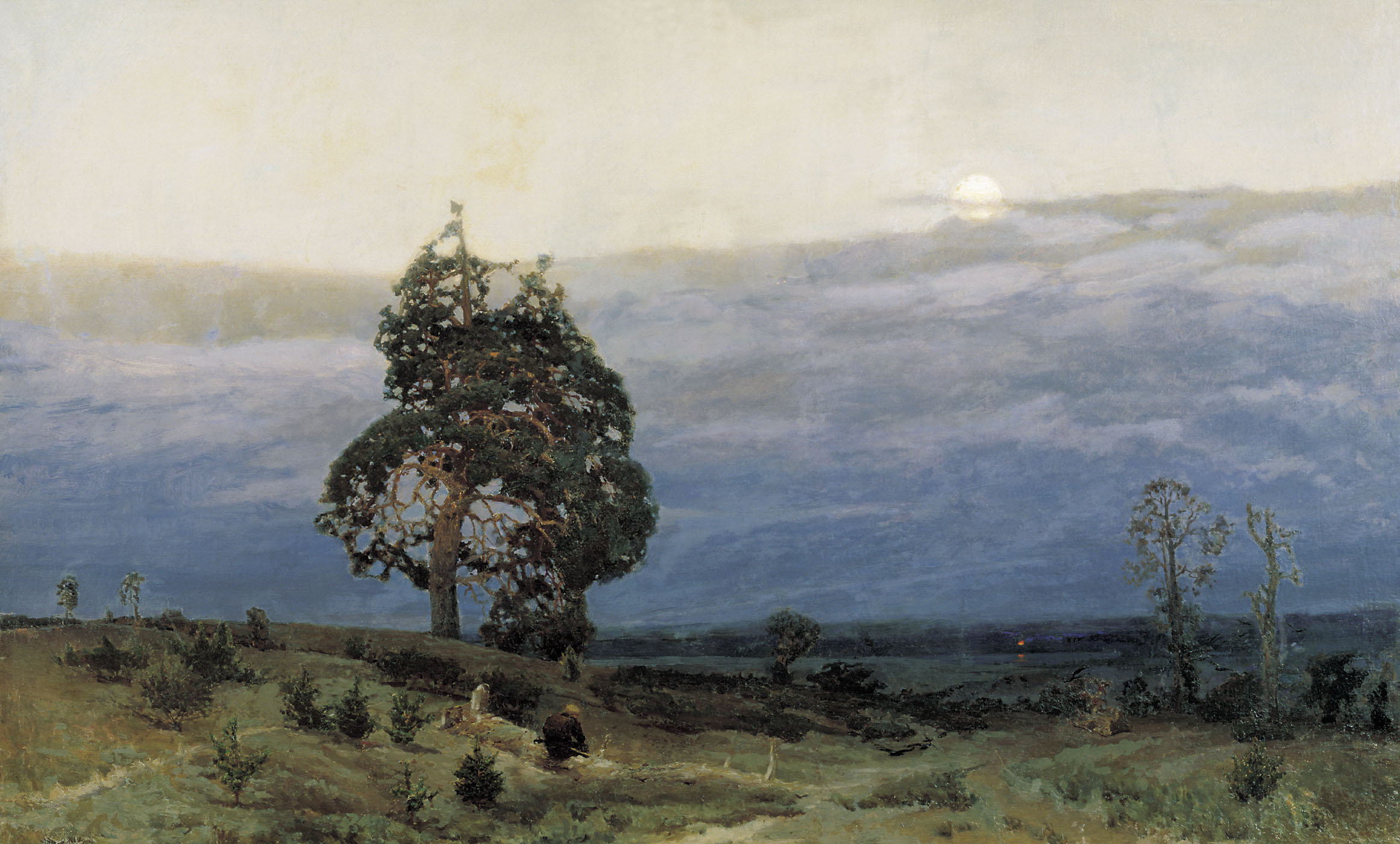
Сумерки (1889). Киевская картинная галерея
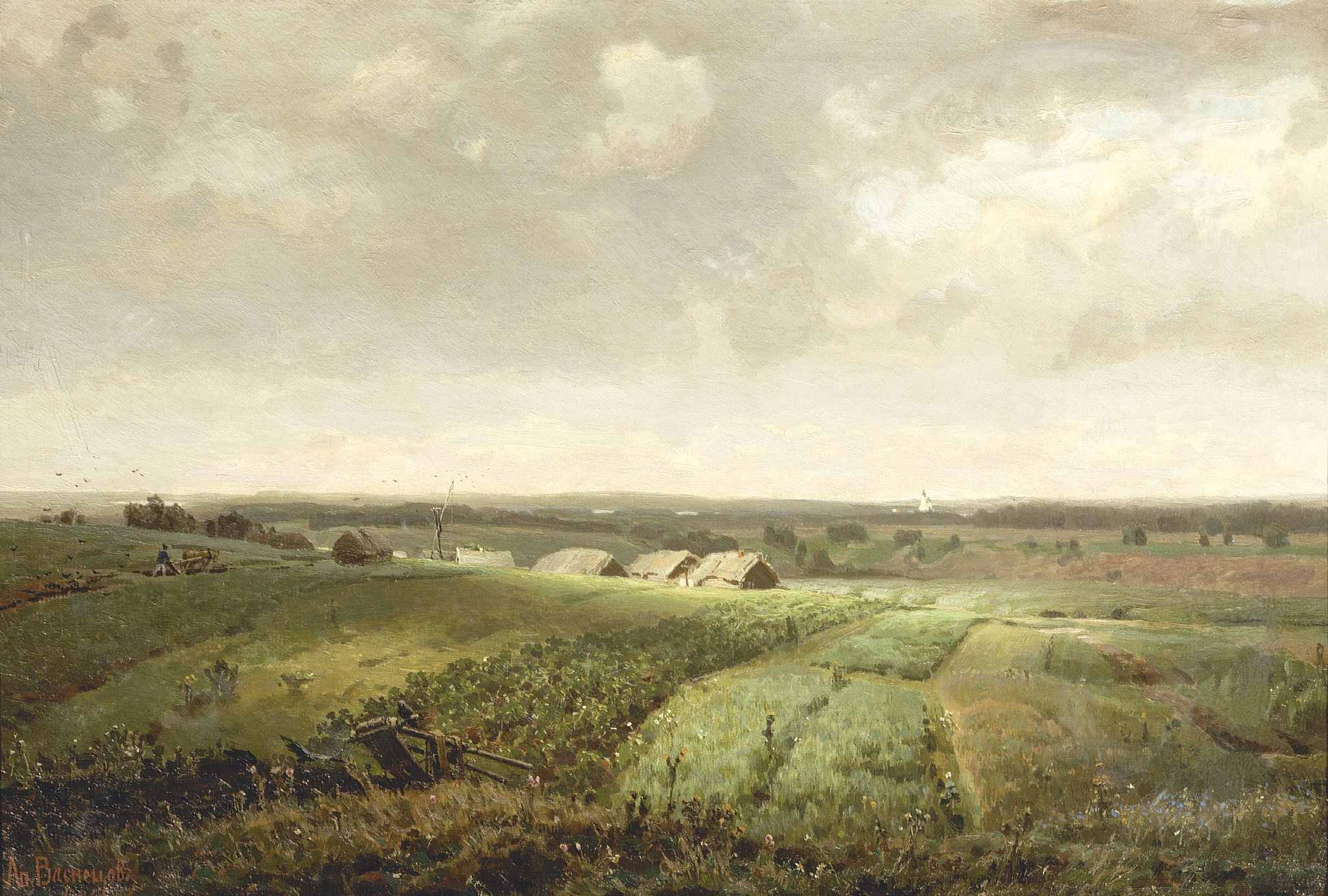
Родина (1886). Государственная Третьяковская галерея
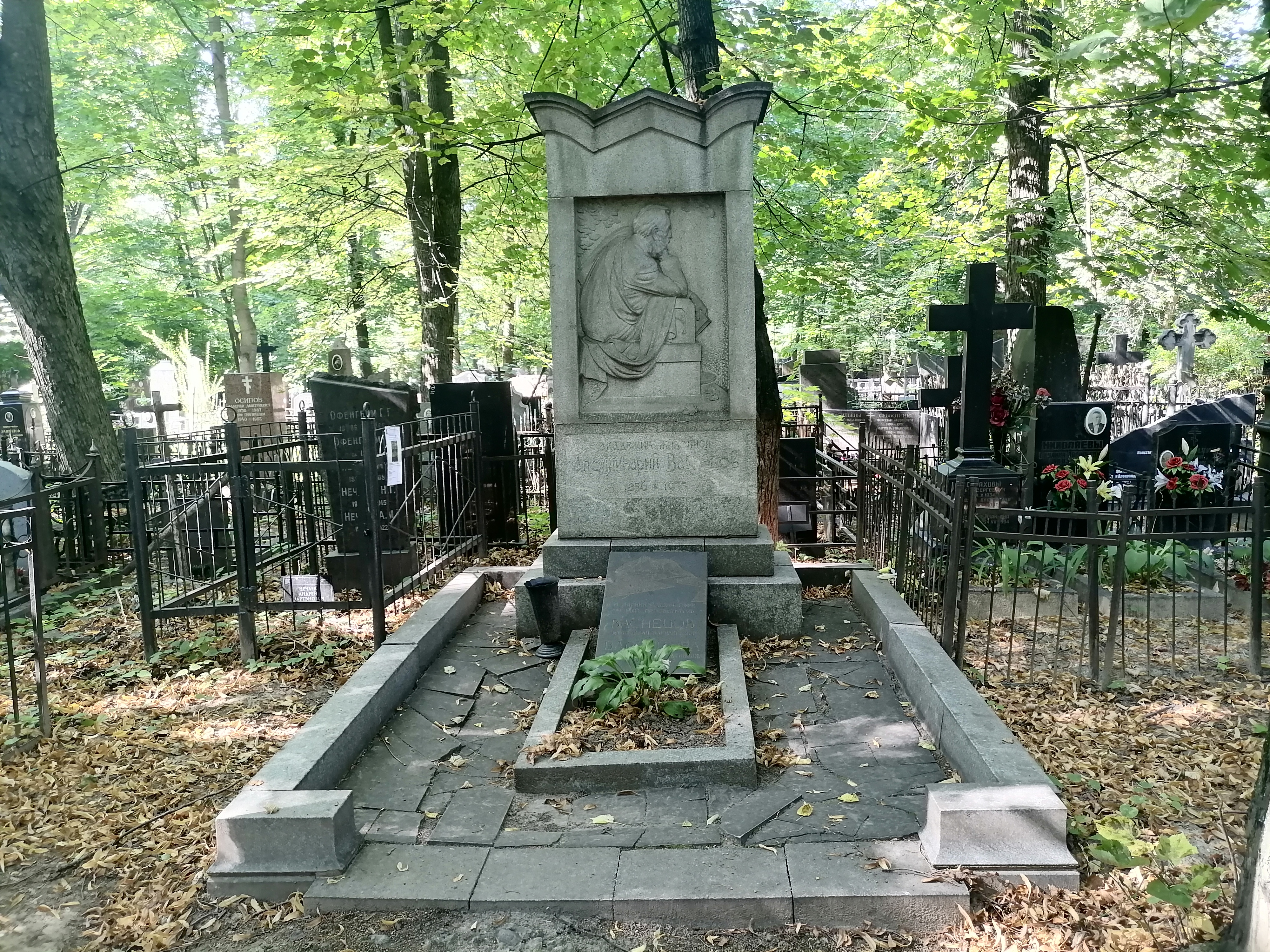
Могила А. М. Васнецова на Введенском кладбище
Мемориальная доска на доме, где жил А. М. Васнецов в Москве, по адресу: Фурманный переулок, дом 6. Скульптор М. Л. Петрова. Доска открыта 21 июля 1956 года

## Сочинения

### Работы по теории искусства
- Васнецов А. М. Художество. Опыт анализа понятий, определяющих искусство живописи. — М.: И. Кнебель, 1908. — 133 с.
- Облик старой Москвы // Грабарь И. [и др.]. История русского искусства. Т. 2. — М., [1910—11]. — Гл. XIV. С. 225—250.
- Происхождение красоты // журнал «Вопросы теории и психологии творчества», т. VIII. — Харьков, 1923.

### Рассказы (иллюстрации автора)
- Глашенька (Святки в селе), журнал «Живописное обозрение», 1885
- Из поездки на Урал (Путевые очерки), журнал «Царь-колокол», 1892, № 2
- Неудавшийся художник (Сельский иконописец), журнал «Артист»,1894, № 20
- Поездка к Эльбрусу, журнал «Детский отдел», 1897, № 8
- Дедушкино бюро, альманах «Сполохи», 1912
- Грозы и дети, журнал «Нива», 1917, № 28 Архивная копия от 1 октября 2019 на Wayback Machine, 30 Архивная копия от 1 октября 2019 на Wayback Machine, 32 Архивная копия от 1 октября 2019 на Wayback Machine

## Музеи

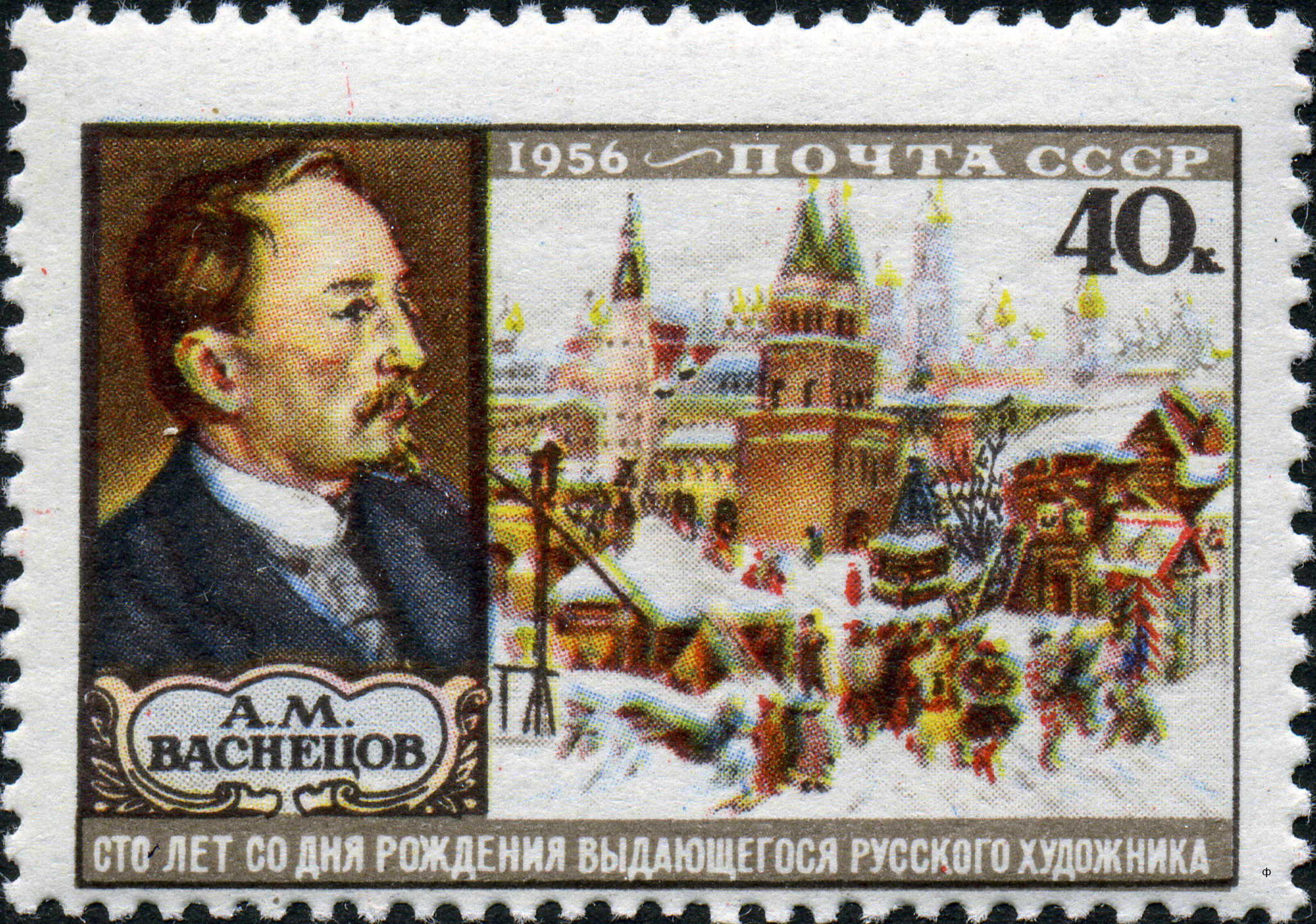
Почтовая марка СССР, 1956 год

- Мемориальный музей-квартира А. М. Васнецова (филиал Государственной Третьяковской галереи (г. Москва)[8].
- Вятский художественный музей имени В. М. и А. М. Васнецовых[9] и его филиал:
  - Историко-мемориальный и ландшафтный музей-заповедник художников В. М. и А. М. Васнецовых «Рябово» (Кировская область, Зуевский район, село Рябово)[10].

## Память
- Памятник в Кирове.
- В 1956 году была выпущена почтовая марка СССР, посвящённая А. М. Васнецову.
- Улица Братьев Васнецовых в Кирово-Чепецке.
- 4 июня 1993 года в честь Виктора и Аполлинария Васнецовых назван астероид (3586) Васнецов, открытый в 1978 году советским астрономом Людмилой Васильевной Журавлёвой.